# Dorfsee (Kreien)
Der Dorfsee (auch: Kreiener oder Kreier See) ist ein See in der Gemeinde Kreien im Süden des Landkreises Ludwigslust-Parchim in Mecklenburg-Vorpommern.
Das etwa 11 Hektar große Gewässer hat eine maximale Ausdehnung von 700 mal 240 Metern und gliedert sich durch eine Seeenge in ein Nord- und ein größeres Südbecken. In beiden werden jeweils über zwei Meter Wassertiefe erreicht. Der Wasserspiegel liegt 52,9 m ü. NHN. Der Ort Kreien sowie eine Badestelle befinden sich am Ostufer. Der Dorfsee ist fast vollständig von einem Laubwaldgürtel umgeben, an den sich Wiesenflächen anschließen. Im Norden und Süden münden das Umland entwässernde Gräben in das Gewässer. Nach Westen besteht über einen Graben ein Abfluss in einen Altarm des Flusses Elde.

## Siehe auch

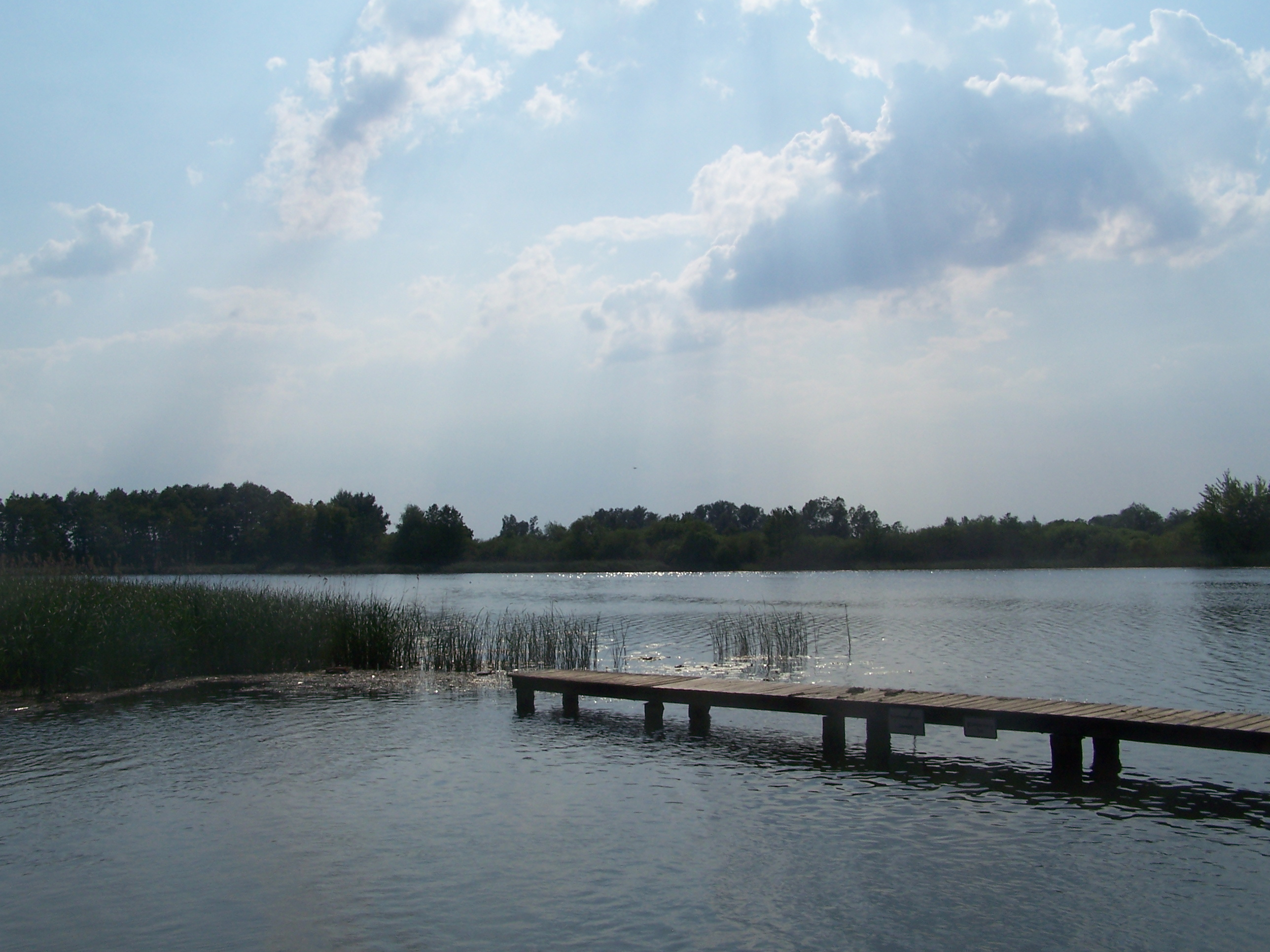
Südliches Becken
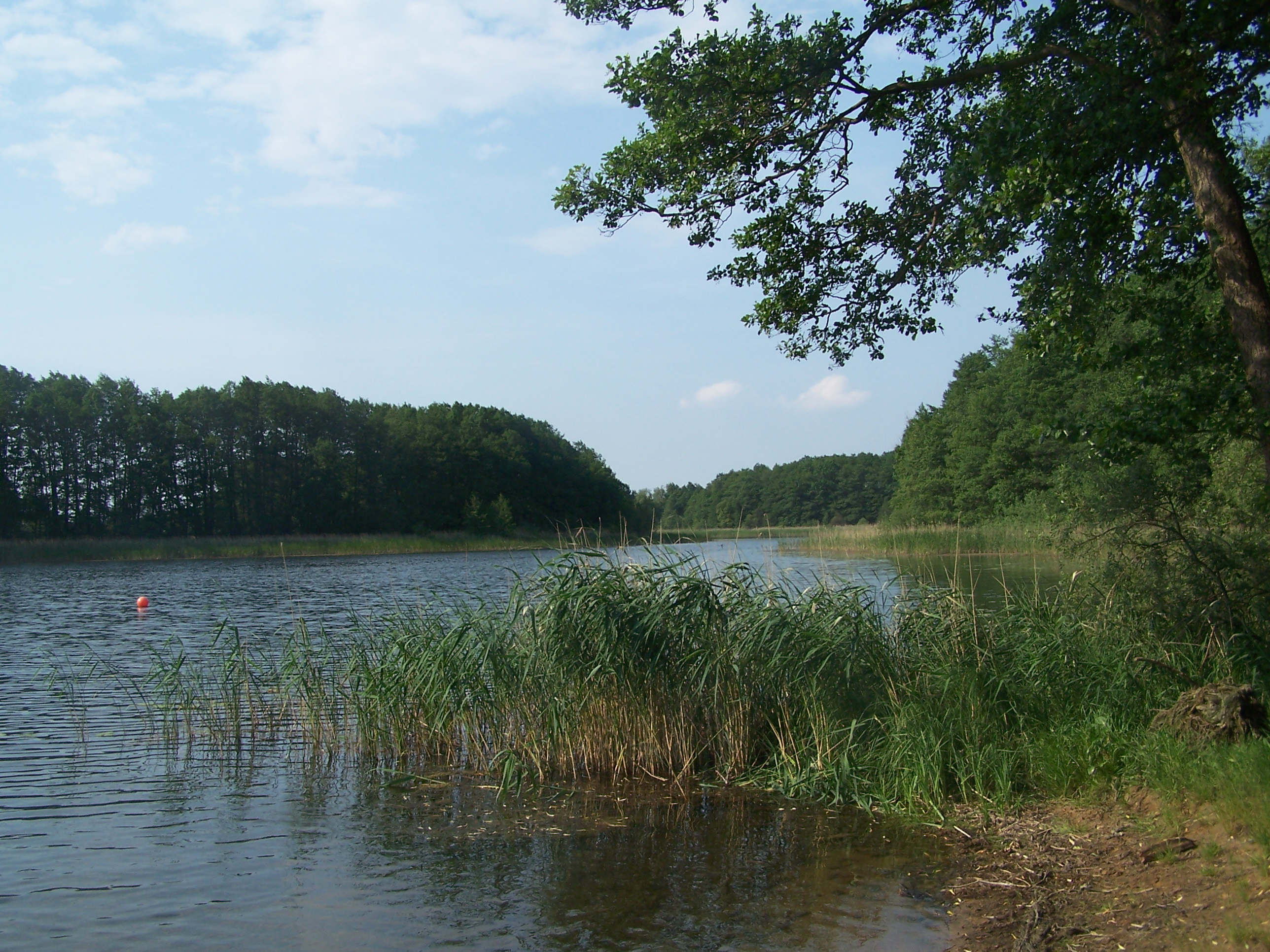
Nördliches Becken